# Polnische Frauen-Handballnationalmannschaft
Die polnische Frauen-Handballnationalmannschaft vertritt Polen bei internationalen Turnieren im Frauenhandball.
Der größte Erfolg gelang der polnischen Mannschaft bei der Weltmeisterschaft 2013, wo die Auswahl erstmals ins Halbfinale einzog. Am Turnierende belegte die polnische Auswahl den vierten Platz. Bei der darauffolgenden WM konnte dieser Erfolg wiederholt werden.

## Platzierungen bei Meisterschaften

### Weltmeisterschaften (Feld)
- 1949: nicht qualifiziert
- 1956: nicht qualifiziert
- 1960: 06. Platz

### Weltmeisterschaften (Halle)
- Weltmeisterschaft 1957: 07. Platz
- Weltmeisterschaft 1962: 07. Platz
- Weltmeisterschaft 1965: 08. Platz
- Weltmeisterschaft 1973: 05. Platz
- Weltmeisterschaft 1975: 07. Platz
- Weltmeisterschaft 1978: 06. Platz
- Weltmeisterschaft 1986: 13. Platz
- Weltmeisterschaft 1990: 09. Platz
- Weltmeisterschaft 1993: 10. Platz
- Weltmeisterschaft 1997: 08. Platz
- Weltmeisterschaft 1999: 11. Platz
- Weltmeisterschaft 2005: 19. Platz
- Weltmeisterschaft 2007: 11. Platz
- Weltmeisterschaft 2013: 04. Platz[5]
- Weltmeisterschaft 2015: 04. Platz[6]
- Weltmeisterschaft 2017: 17. Platz
- Weltmeisterschaft 2021: 15. Platz (von 32 Teams)
Team: Aleksandra Zimny (eingesetzt in 5 Spielen, 2 Tore erzielt), Oktawia Płomińska (6/10), Monika Kobylińska (6/13), Magda Balsam (6/15), Marta Gęga (6/0), Sylwia Matuszczyk (6/11), Adrianna Płaczek (6/0), Adrianna Górna (6/7), Barbara Zima (4/0), Aleksandra Rosiak (6/22), Natalia Nosek (6/15), Julia Niewiadomska (3/2), Joanna Szarawaga (6/1), Kinga Achruk (6/9), Romana Roszak (6/25), Dagmara Nocuń (6/21), Monika Maliczkiewicz (6/0);[7] Trainer war Arne Senstad.
- Weltmeisterschaft 2023: 16. Platz
Team: Magda Balsam (6/29), Emilia Galińska (6/9), Nikola Głębocka (1/0), Adrianna Górna (5/4), Monika Kobylińska (6/23), Karolina Kochaniak-Sala (6/16), Paulina Masna (2/1), Sylwia Matuszczyk (6/8), Daria Michalak (5/8), Dagmara Nocuń (6/17), Adrianna Płaczek (6/1), Aleksandra Rosiak (6/1), Aleksandra Tomczyk (5/4), Marlena Urbańska (6/7), Paulina Uścinowicz (5/0), Mariola Wiertelak (4/5), Barbara Zima (6/2), Aleksandra Zimny (3/1)[8]
Trainer: Arne Senstad
- Weltmeisterschaft 2025:
- Weltmeisterschaft 2031: qualifiziert als Co-Organisator

### Europameisterschaften
- Europameisterschaft 1996: 11. Platz
- Europameisterschaft 1998: 05. Platz
- Europameisterschaft 2006: 08. Platz
- Europameisterschaft 2014: 11. Platz[9]
- Europameisterschaft 2016: 15. Platz
- Europameisterschaft 2018: 14. Platz[10]

Mannschaftsaufstellung bei der Europameisterschaft 2018
- Europameisterschaft 2020: 14. Platz

Mannschaftsaufstellung bei der Europameisterschaft 2020
- Europameisterschaft 2022: 13. Platz (von 16 Teams)

Mannschaftsaufstellung bei der Europameisterschaft 2022
- Europameisterschaft 2026: qualifiziert als Co-Gastgeber [11]

### Olympische Spiele
Bisher keine Teilnahme.

## Aktuelle Nationalspielerinnen
| Magda Balsam            | MKS Lublin                |
| Magdalena Drażyk        | KPR Gminy Kobierzyce      |
| Adrianna Górna          | MKS Zagłębie Lubin        |
| Monika Kobylińska       | CSM Bukarest              |
| Karolina Kochaniak-Sala | MKS Zagłębie Lubin        |
| Sylwia Matuszczyk       | MKS Lublin                |
| Daria Michalak          | HC Dunărea Brăila         |
| Dagmara Nocuń           | CS Gloria Bistrița-Năsăud |
| Natalia Nosek           | CS Gloria Bistrița-Năsăud |
| Aleksandra Olek         | MKS Lublin                |
| Adrianna Płaczek        | Paris 92                  |
| Aleksandra Rosiak       | MKS Lublin                |
| Aleksandra Tomczyk      | MKS Lublin                |
| Marlena Urbańska        | Molde HK                  |
| Paulina Uścinowicz      | HSV Solingen-Gräfrath     |
| Paulina Wdowiak         | MKS Lublin                |
| Barbara Zima            | MKS Zagłębie Lubin        |
| Aleksandra Zych         | EKS Start Elbląg          |

## Ehemalige Trainer
- Antoni Szymański (1951–1953)
- Tadeusz Breguła (1953–1956)
- Władysław Stawiarski (1956–1959)
- Edward Surdyka (1960–1965)
- Józef Zając (1966–1969)
- Paweł Wiśniowski (1969–1971)
- Leon Nosila (1971–1973)
- Zygmunt Jakubik (1973–1977)
- Mieczysław Kiegiel (1977–1979)
- Tadeusz Wadych (1980–1982)
- Bogdan Cybulski (1982–1986)
- Jerzy Noszczak (1987–1994)
- Jerzy Ciepliński (1994–2000)
- Marek Karpiński (2000–2003)
- Zygfryd Kuchta (2003–2006)
- Jerzy Ciepliński (2006)
- Zenon Łakomy (2006–2008)
- Krzysztof Przybylski (2008–2010)
- Kim Rasmussen (2010–2016)
- Leszek Krowicki (2016–2019)
- Arne Senstad (2019– )

## Weblink
- Homepage des polnischen Handballverbandes